# Deng Linlin
Pour les articles homonymes, voir Deng.
Dans ce nom chinois, le nom de famille, Deng, précède le nom personnel.
Deng Linlin (née le 21 avril 1992 à Fuyang (Anhui), Chine) est une gymnaste chinoise qui a participé aux Jeux olympiques d'été de 2008 à Pékin. Avec ses coéquipières Cheng Fei, Juang Yuyan, Li Shanshan, He Kexin, Yang Yilin, elle arrive à la première place au concours par équipe en qualification et en finale.

## Âge
Des doutes ont été soulevés quant à la date de naissance de Linlin et son éligibilité à la compétition. Selon les enregistrements officiels, elle serait née en 1992, mais, à la suite de controverses concernant l'âge d'autres membres de l'équipe chinoise, Deng Linlin fut également soupçonnée, surtout pour sa petite taille. Avec ses 137 cm, elle était la plus petite membre de l'équipe chinoise,,.
Cependant, il a été soulevé que la taille de Deng Linlin n'était pas nécessairement exceptionnelle pour une gymnaste adolescente, que d'autres gymnastes, telles la Russe Ksenia Semenova (137 cm) et la Japonaise Koko Tsurumi (140 cm), avaient des proportions similaires. Andrea Bieger, une triple championne olympique ouest-allemande et mère Jana Bieger, affirme que l'âge des filles ne peut être évalué à l'apparence, particulièrement pour les asiatiques qui sont plus petits et minces par nature.
Plusieurs journalistes, blogueurs et entraîneurs tels Bela Karolyi ont souligné qu'il semblait manquer une dent à Linlin, preuve du trop jeune âge des gymnastes chinoises,. L'entraîneuse Lu Shanzhen n'a pas commenté la dent manquante.
Le 23 août, la Fédération internationale de gymnastique annonce qu'à la requête du Comité international olympique (CIO), elle enquêtera sur l'âge des gymnastes chinoises. Elle demanda à la fédération chinoise des informations supplémentaires sur cinq des six membres de l'équipe, incluant Deng Linlin,,.
Le 1er octobre 2008, une deuxième enquête du CIO conclut que les athlètes étaient éligibles à la compétition,.

## Palmarès

### Jeux olympiques
- Pékin 2008
  -  médaille d'or par équipes
- Londres 2012
  - 4e au concours par équipes
  -  médaille d'or à la poutre
  - 6e au concours général individuel

### Championnats du monde
- Londres 2009
  -  Médaille d'or à la poutre
  - 11e au concours général individuel
  - 7e au sol
- Rotterdam 2010
  -  médaille d'argent à la poutre
  -  médaille de bronze au concours par équipes